# Apārangi Planitia
L'Apārangi Planitia è una struttura geologica della superficie di Mercurio.